# Onsenoort
Onsenoort is een voormalige heerlijkheid en buurtschap in de gemeente Heusden in de Nederlandse provincie Noord-Brabant. Het ligt ten noorden van Nieuwkuijk. In de abdij Mariënkroon bevindt zich de woontoren, het enige dat overbleef van het voormalige Kasteel Onsenoort.
De eerste vermelding van Onsenoort (voor zover bekend) is in 1266 als 'Honsoirde', andere schrijfwijzen waren; 'Honsorde', 'Onzenoord', 'Onsenoord' en 'Onzenoort'. Het huis van de heerlijkheid was in 1372 afgebrand en men begon 10 jaar later  aan de herbouw wat het kasteel Onsenoort zou worden. In 1646 brandde een deel van de bewoning van Onsenoort af. Ook wordt Onsenoort genoemd in het Alphabetisch register van alle bewoonde oorden des rijks Bij de volkstelling van 1840 telde Onsenoort 16 huizen met 133 inwoners.
In 1903 hield Onsenoort als heerlijkheid op te bestaan toen Jonkheer Joseph de la Court noodgedwongen het kasteel met bijbehorende landerijen moest verkopen. Abt Maréchal van het klooster Ste Marie du Pont-Colbert in de rue du Pont-Colbert in Versailles kocht het kasteel en veranderde het in een abdij. Na een faillissement op 21 juli 1936 ging de abdij over naar de  Belgische Congregratie der Cisterciënserorde, en werd de naam Onsenoort gewijzigd in Mariënkroon.
De heerlijkheid omvatte de polder Het Hoog en een deel van de polder van Nieuwkuijk en Onsenoort. Als buurtschap leefde de heerlijkheid door tot het einde van de 20e eeuw en werd de bewoning en landerijen net buiten de abdij mee geduid. Buiten de twee woningen, die direct aan de abdij zijn gevestigd, is sindsdien de bewoning verdwenen. Ook verdween een deel van de oorspronkelijke weg. De landerijen werden als uitbreiding van het industrieterrein van Nieuwkuijk gebruikt en zo spreek men meestal niet meer van een buurtschap.
In het westen van de polder Het Hoog ontstond op het eind van de 18e eeuw een kleine bewoningsgroep dat ook wel geduid werd als 't Hoog, wat meer een buurtduiding was dan een zelfstandige plaats. Pas bij de aanleg van de Tuinbouwweg en de verkaveling van de polder Het Hoog, halfweg de 20ste eeuw, wordt er gesproken van een echte buurtschap of gehucht, die Het Hoog werd geduid. Maar net als bij Onsenoort verdween een deeltje van de bewoning, en vervangen door het industrieterrein, dat vernoemd is er naar. En de bewoning aan Tuinbouwweg wordt niet echt meer als een zelfstandige plaats gezien.
Dorpen: Doeveren · Drunen · Elshout · Haarsteeg · Hedikhuizen · Heesbeen · Herpt · Heusden · Nieuwkuijk · Oudheusden · Vlijmen

Buurtschappen en gehuchten: De Hoeven · Fellenoord · Giersbergen · Kuiksche Heide · Luttelherpt · Voordijk · Wolfshoek

Noord-Brabant: Steden en dorpen      Nederland: Provincies · Gemeenten